# Bifrenaria venezuelana
Bifrenaria venezuelana là một loài lan.
 Tư liệu liên quan tới Bifrenaria venezuelana tại Wikimedia Commons